# J.O.E.L
J.O.E.L ist eine österreichische Rock-Band, welche 2003 in Griffen/Klagenfurt gegründet wurde. Die Gruppe wird den Genres Rock, Alternative Rock, Punk und Pop zugerechnet. Der Name bildet sich aus den Anfangsbuchstaben der Bandmitglieder.

## Geschichte
J.O.E.L setzt sich aus den Geschwistern Matthias und Lisa Ortner und deren Cousins Jonas und Elias Hribernik zusammen. Die Mitglieder begannen in ihrer Kindheit mit dem Spielen verschiedener Musikinstrumente. 2003 wurde die Band J.O.E.L. gegründet. 2007 wurden sie mit dem Austrian Newcomer Award ausgezeichnet, 2010 erreichten sie beim Emergenza Band Contest in Budapest den zweiten Platz.
2008 wurde die erste, selbstbenannte EP der Band veröffentlicht. 2011 folgte nach der Single Give Me a Sign das gleichnamige Debütalbum. 2012 erreichten J.O.E.L. mit der Single We Fly den ersten Platz der österreichischen itunes Rock Charts. Mit Lovedrunk erreichten sie Anfang 2013 erstmals eine Platzierung in den Ö3 Austria Top 40. Bis Anfang 2014 spielte die Band europaweit über 300 Konzerte. Zwischenzeitlich hatte Matthias Ortner 2012 das Soloprojekt Matakustix gegründet.

## Diskografie

### Alben
- 2011: Give Me a Sign (Silversonic & Frog Queen Music)

### EPs
- 2008: J.O.E.L

### Singles
- 2010: Give Me a Sign (Silversonic & Frog Queen Music)
- 2011: Make a Change (Silversonic & Frog Queen Music)
- 2012: We Fly (Matakustix Records)
- 2013: Lovedrunk (Matakustix Records)
- 2013: Run Run (Matakustix Records)

## Auszeichnungen
- 2007: Austrian Newcomer Award in der Kategorie U 21[7]